# Friedmannsdorf (Zell im Fichtelgebirge)
Friedmannsdorf ist ein Gemeindeteil des Marktes Zell im Fichtelgebirge im Landkreis Hof (Oberfranken, Bayern). Die Gemarkung Friedmannsdorf hat eine Fläche von 6,039 km². Sie ist in 483 Flurstücke aufgeteilt, die eine durchschnittliche Flurstücksfläche von 12503,78 m² haben. In ihr liegen neben dem namensgebenden Ort die Gemeindeteile Mödlenreuth und Rieglersreuth.

## Geografie
Nordwestlich des Dorfes erhebt sich der Friedmannsdorfer Berg (614 m ü. NHN), auf dem sich eine großflächige Photovoltaikanlage befindet. Im Ort entspringt der Röhringsbach (im Unterlauf Schlenkenbach genannt), ein rechter Zufluss des Lübnitzbaches. Die Kreisstraße HO 20 führt die Bundesautobahn 9 unterquerend nach Fleisnitz (2 km westlich) bzw. zur Kreisstraße HO 19 (2,5 km östlich). Die Kreisstraße HO 44 führt nach Mödlenreuth (1,4 km südlich) bzw. nach Schweinsbach (2,2 km nördlich).

## Geschichte
Der Ort wurde 1346 erstmals urkundlich erwähnt.
Gegen Ende des 18. Jahrhunderts bestand Friedmannsdorf aus 24 Anwesen (7 Halbhöfe, 14 Viertelhöfe, 1 Achtelfrongut, 2 Achtelgütlein, 1 Wirtshaus). Die Hochgerichtsbarkeit sowie die Dorf- und Gemeindeherrschaft stand dem bayreuthischen Amt Stockenroth zu mit Ausnahme des Wirtshauses das dem bayreuthischen Stadtrichteramt Münchberg unterstand. Das Kastenamt Stockenroth war Grundherr sämtlicher Anwesen.
Von 1797 bis 1810 unterstand Friedmannsdorf dem Justiz- und Kammeramt Münchberg. Nachdem im Jahr 1810 das Königreich Bayern das Fürstentum Bayreuth käuflich erworben hatte, wurde der Ort bayerisch. Infolge des Ersten Gemeindeedikts wurde Friedmannsdorf dem 1812 gebildeten Steuerdistrikt Zell im Fichtelgebirge und der zugleich entstandenen Ruralgemeinde Zell im Fichtelgebirge zugewiesen. 1822 kam es zur Bildung der Ruralgemeinde Friedmannsdorf mit den Orten Mödlenreuth und Rieglersreuth. Sie war in Verwaltung und Gerichtsbarkeit dem Landgericht Münchberg zugeordnet und in der Finanzverwaltung dem Rentamt Münchberg (1919 in Finanzamt Münchberg umbenannt). Ab 1862 gehörte Friedmannsdorf zum Bezirksamt Münchberg (1939 in Landkreis Münchberg umbenannt). Die Gerichtsbarkeit blieb beim Landgericht Münchberg (1879 in Amtsgericht Münchberg umgewandelt). Die Gemeinde hatte 1964 eine Gebietsfläche von 6,036 km². Am 1. Juli 1972 kam die Gemeinde zum Landkreis Hof. Im Zuge der Gebietsreform in Bayern wurde die Gemeinde Friedmannsdorf am 1. Mai 1978 nach Zell im Fichtelgebirge eingemeindet.

### Baudenkmäler
- Haus Nr. 18: Bauernhof[12]

ehemalige Baudenkmäler
- Haus Nr. 7: Eingeschossiges Gebäude mit Halbwalmdach, wohl erste Hälfte des 19. Jahrhunderts, die Haustür ist jedoch bezeichnet mit „1874“. Die zugehörige Satteldachscheune hat ein Strohdach.[13]
- Haus Nr. 9: Eingeschossiges Wohnstallhaus mit strohgedecktem Satteldach, die geohrte Rahmung der Wohnungstür bezeichnet „1802“.[13]
- Haus Nr. 15: Wohnstallbau mit strohgedecktem Satteldach, Giebel verschalt, Türstock geohrt. Der Stall mit vier Kreuzgratgewölben, der Mittelpfeiler ist bezeichnet mit „JS 1828“ (=Johannes Schwab).[13]

### Einwohnerentwicklung
Gemeinde Friedmannsdorf
| Jahr      | 1840   | 1852   | 1855   | 1861   | 1867   | 1871   | 1875   | 1880   | 1885   | 1890   | 1895   | 1900   | 1905   | 1910   | 1919   | 1925   | 1933   | 1939   | 1946   | 1950   | 1952   | 1961  | 1970   |
| Einwohner | 258    | 254    | 276    | 276    | 260    | 279    | 322    | 320    | 313    | 271    | 249    | 255    | 229    | 218    | 231    | 211    | 193    | 182    | 246    | 243    | 237    | 200   | 200    |
| Häuser    |        |        |        |        |        | 44     |        |        | 45     | 45     |        | 46     |        |        |        | 45     |        |        |        | 41     |        | 42    |        |
| Quelle    | [ 15 ] | [ 15 ] | [ 15 ] | [ 16 ] | [ 17 ] | [ 18 ] | [ 19 ] | [ 20 ] | [ 21 ] | [ 22 ] | [ 15 ] | [ 23 ] | [ 15 ] | [ 24 ] | [ 15 ] | [ 25 ] | [ 15 ] | [ 15 ] | [ 15 ] | [ 26 ] | [ 15 ] | [ 9 ] | [ 27 ] |

Ort Friedmannsdorf
| Jahr      | 001800 | 001812 | 001819 | 001861 | 001871 | 001885 | 001900 | 001925 | 001950 | 001961 | 001970 | 001987 | 002005 | 002010 | 002015 |
| Einwohner | 109    | 135    | 152    | 185    | 179    | 217    | 163    | 140    | 160    | 128    | 139    | 128    | 110    | 103    | 93     |
| Häuser    | 25     | 26     |        |        |        | 32     | 33     | 32     | 28     | 29     |        | 37     |        |        |        |
| Quelle    | [ 28 ] | [ 8 ]  | [ 29 ] | [ 16 ] | [ 18 ] | [ 21 ] | [ 23 ] | [ 25 ] | [ 26 ] | [ 9 ]  | [ 27 ] | [ 30 ] | [ 1 ]  | [ 1 ]  | [ 1 ]  |

## Religion
Friedmannsdorf ist nach St. Gallus (Zell im Fichtelgebirge) gepfarrt und seit der Reformation evangelisch-lutherisch geprägt.